# Třída Léon Gambetta
Třída Léon Gambetta byla třída pancéřových křižníků francouzského námořnictva. Celkem byly postaveny tři jednotky této třídy. Ve služby byly v letech 1905–1928. Účastnily se první světové války. Jeden byl ve válce potopen a ostatní byly vyřazeny ve 20. letech 20. století.

## Stavba
Celkem byly postaveny tři jednotky této třídy. Do služby byly přijaty v letech 1905 a 1907. Předání křižníku Léon Gambetta se poněkud zdrželo, neboť v prosinci 1903 byl poškozen kvůli najetí na mělčinu.
Jednotky třídy Léon Gambetta:
| Jméno         | Loděnice             | Založení kýlu | Spuštěna      | Vstup do služby | Poznámka                                                                               |
| ------------- | -------------------- | ------------- | ------------- | --------------- | -------------------------------------------------------------------------------------- |
| Léon Gambetta | Arsenal de Brest     | leden 1901    | listopad 1901 | červenec 1905   | Dne 27. dubna 1915 byl v Otrantském průlivu potopen rakousko-uherskou ponorkou SM U 5. |
| Jules Ferry   | Arsenal de Cherbourg | srpen 1901    | srpen 1903    | září 1905       | Vyřazen 1927. Sešrotován.                                                              |
| Victor Hugo   | Arsenal de Lorient   | březen 1903   | březen 1904   | 1907            | Od roku 1923 v rezervě. Vyřazen 1930.                                                  |

## Konstrukce

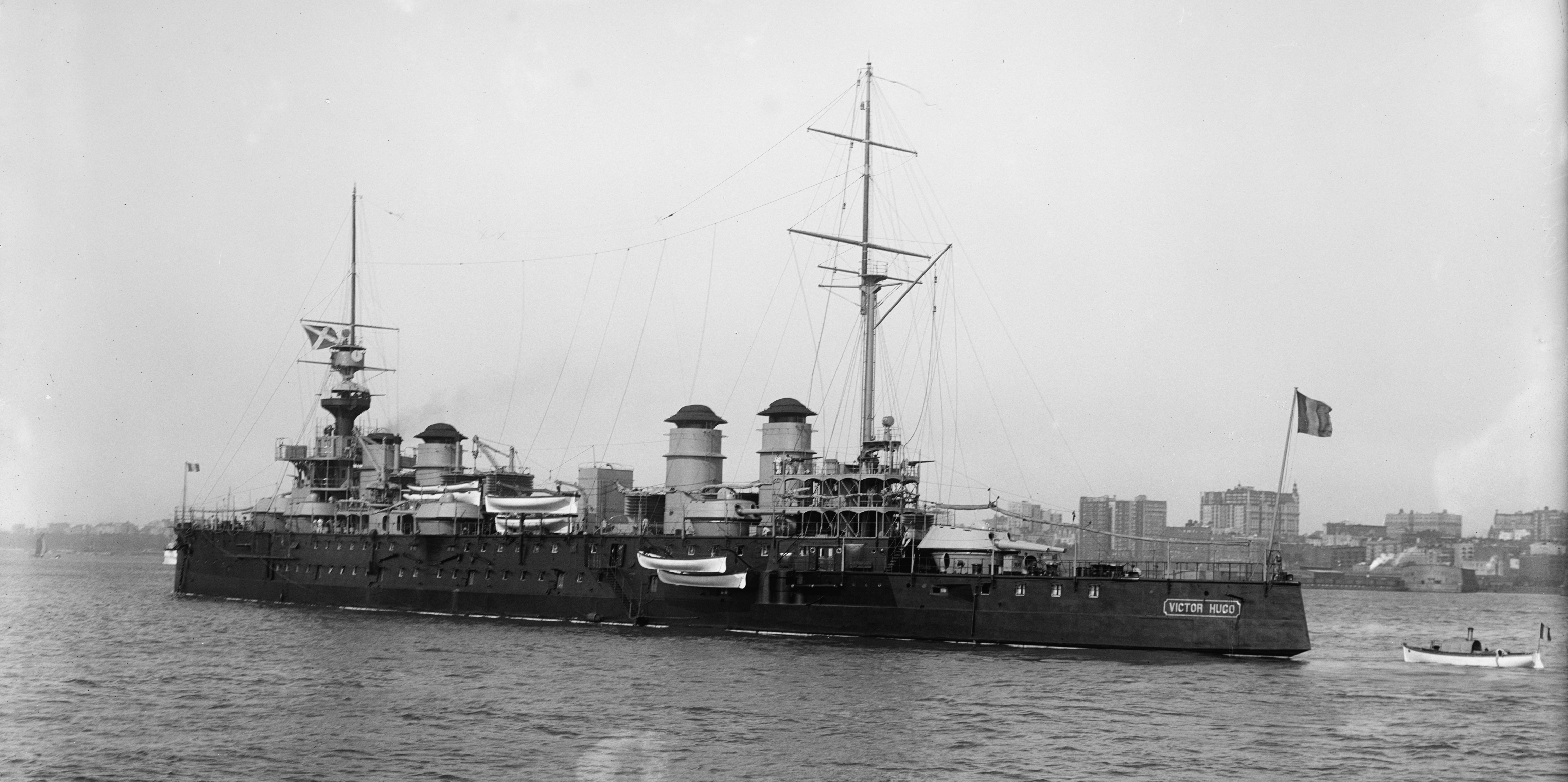
Victor Hugo

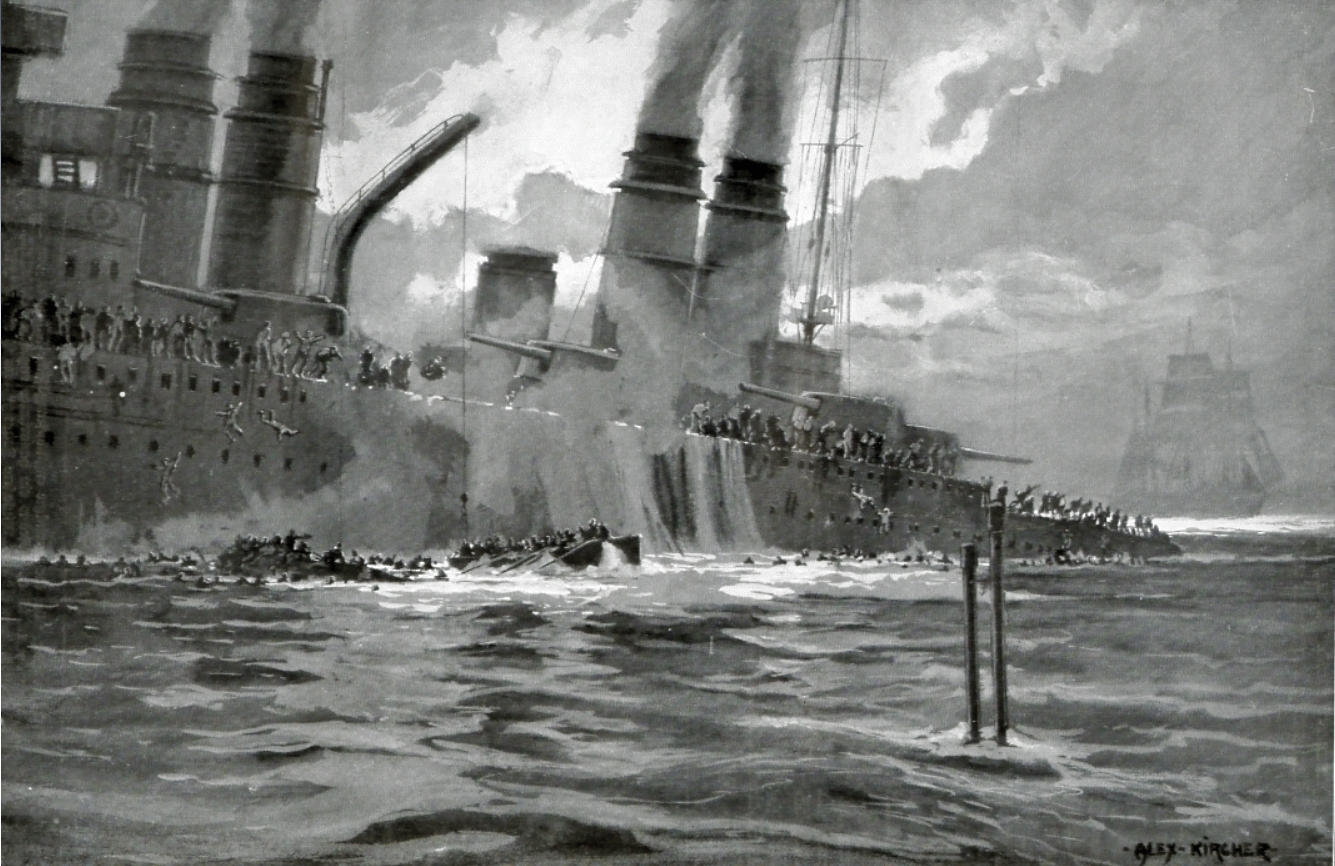
Potopení křižníku Léon Gambetta

Hlavní výzbroj tvořily čtyři 194mm kanóny ve dvoudělových věžích a šestnáct 164mm kanónů sekundární ráže, které byly umístěny v šesti dvoudělových věžích a v kasematách. Doplňovalo je dvacet čtyři 47mm kanónů, dva 37mm kanóny a dva 450mm torpédomety. Pohonný systém křižníku Léon Gambetta tvořilo 28 kotlů a tři parní stroje s trojnásobnou expanzí o výkonu 28 500 ihp, pohánějící tři lodní šrouby. Nejvyšší rychlost dosahovala 22,5 uzlu. Dosah byl 6600 námořních mil při rychlosti 10 uzlů.